# 遠石八幡宮
遠石八幡宮（といしはちまんぐう）は、山口県周南市遠石（といし）にある神社。祭神は品陀和気命。旧社格は県社。

## 沿革・概要
周南市の周南緑地運動公園の南にあり、南に周南石油コンビナートと山陽新幹線を見下ろす高台にある。祭殿そばからは徳山湾を一望できる。
社伝によれば、622年（推古天皇30年）に宇佐八幡大神の「この地に跡を垂れ国民を守らんとここに顕わる」とのお告げがあり、御神霊をここに奉安したのが起源とされる。708年（和銅元年）に社殿が造営されて大社となり、平安時代から石清水八幡宮別宮の別宮となった。徳山は海上交通の要地でもあり、海上交通の安全が祈願されている。
江戸時代に入ると、徳山藩の歴代藩主は、ここを氏神とした。
1952年8月31日に行われた徳山市長選挙に宮司の黒神直久が立候補し初当選した。1961年5月21日、黒神は市長を辞職した。
1983年、黒神直久は神社本庁総長に就任した。
2009年12月5日、黒神直大（当時の役職は禰宜）は山口県議会議員の藤井律子らとともに日本会議山口の周南支部を設立した。同支部の事務局は設立以来、遠石八幡宮に置かれている。
2015年、黒神直大は宮司に就任した。

## 文化財
- 本殿・幣殿・拝殿・祭器庫・神饌所・透塀・神門および袖塀は1940年に建造、手水舎は1941年に建造したもので、2013年12月24日に登録有形文化財に登録された[6]。

## アクセス
JR山陽本線・山陽新幹線徳山駅から、下松駅方面へのバスで「遠石八幡前」下車。徳山駅から15分程度。